# Hieron (Maler)
Hieron (altgriechisch Ἱέρων) war ein antiker griechischer Maler der ersten Hälfte des 1. Jahrhunderts v. Chr. aus der Region Pamphylien.
Die Informationen über Hieron und seinen Bruder Cornelius Tlepolemos stammen ausschließlich aus Marcus Tullius Ciceros Reden gegen Verres. Laut Cicero mussten die Brüder aus ihrer Heimat Kibyra wegen Tempelfrevels fliehen. Sie traten daraufhin im Jahr 80 v. Chr. in den Dienst von Gaius Verres, der zu dieser Zeit legatus pro quaestore in Kilikien war. Sie spürten in den folgenden Jahren in Kleinasien Kunstwerke für Verres auf. Als Verres 73 v. Chr. Statthalter Siziliens wurde, setzten sie ihre Tätigkeit bis 71 v. Chr. auf der Insel fort. Die Brüder berieten Verres fachlich und halfen ihm darüber hinaus bei dessen Kunsträubereien. Eigene Werke Hierons sind nicht überliefert oder können ihm zumindest nicht zugeordnet werden.